# Malene Mortensen

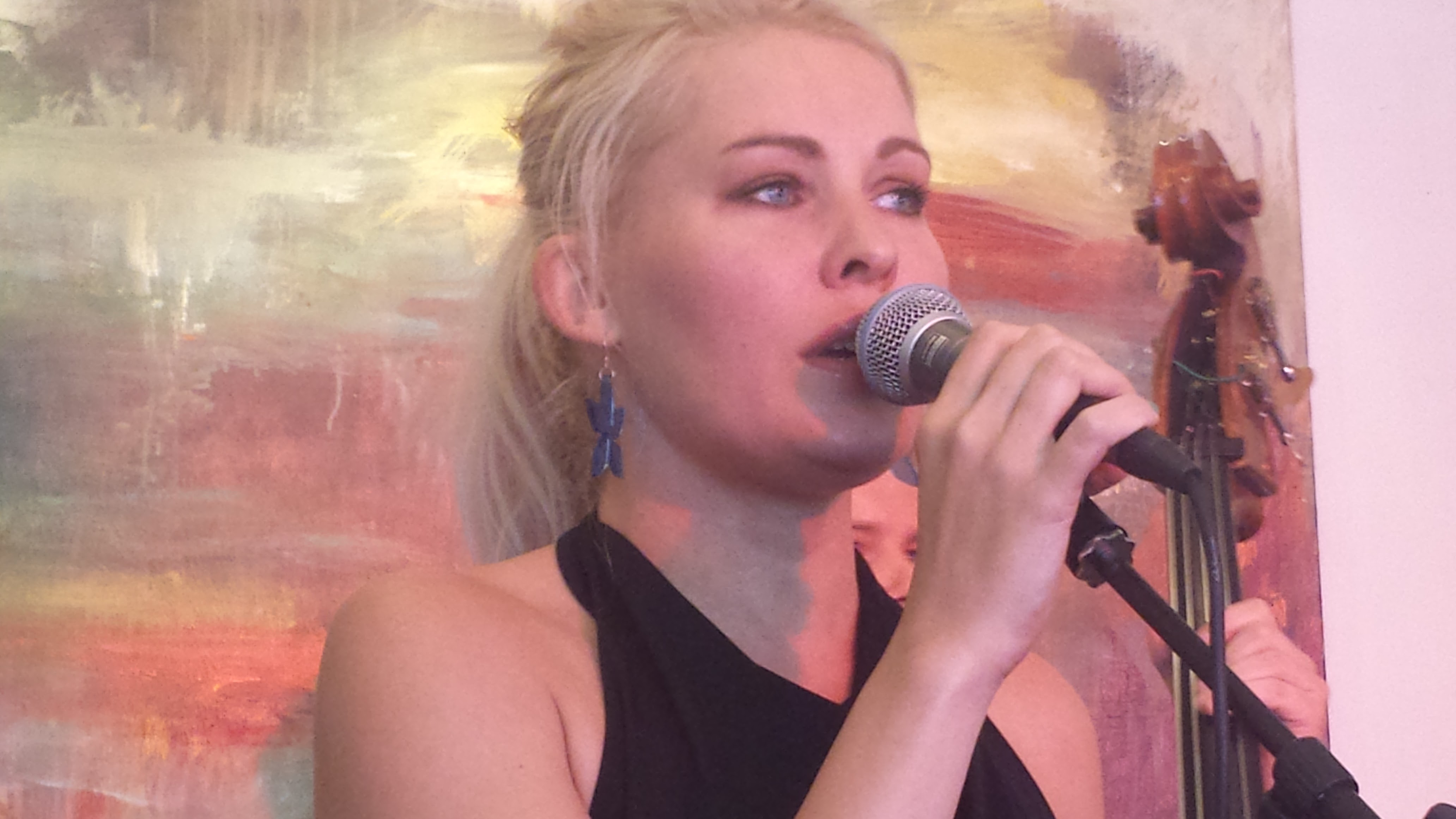
Malene Mortensen vid Köpenhamns Jazzfestival, 4 juli 2016

Malene Winther Mortensen, född 23 maj 1982 i Köpenhamn, är en dansk pop- och jazzsångerska.
Malene Mortensen är dotter till slagverkaren Karen Mortensen (död 1993) och trumpetaren och kompositörern Jens Winther och växte upp i Köpenhamn och Helsingör. Hon utbildade sig 1998-2002 på musiklinjen på Sankt Annæ Gymnasium och vann som 19-åring Dansk Melodi Grand Prix med Vis Mig, Hvem Du Er (i Eurovision Song Contest Tell Me Who You Are). Hon studerade vid Rytmisk Musikkonservatorium i Köpenhamn 2004-2006.
Malene Mortensen skivdebuterade 2003 med Paradise.

## Diskografi
- 2009 - Agony & Ecstasy - Stunt Records
- 2008 - Malene Live in Paris - Sundance Music
- 2006 - Malene - Stunt Records STUCD 06172
- 2005 - Date with A Dream - Stunt Records
- 2003 - Paradise - Universal Music